# Juemo
Juemo (kinesiska: 觉莫乡, 觉莫) är en socken i Kina. Den ligger i provinsen Sichuan, i den sydvästra delen av landet, omkring 190 kilometer sydväst om provinshuvudstaden Chengdu. Antalet invånare är 2 025. Befolkningen består av 981 kvinnor och 1 044 män. Barn under 15 år utgör 28,0 %, vuxna 15-64 år 65 %, och äldre över 65 år 6,0 %.
Genomsnittlig årsnederbörd är 1 487 millimeter. Den regnigaste månaden är juli, med i genomsnitt 349 mm nederbörd, och den torraste är december, med 12 mm nederbörd.